# Mont Kanaima
Le mont Kanaima (parfois mont Canaima) est un sommet qui est situé à la frontière du Guyana et du Venezuela.